# Ciriaco Jiménez Hugalde
Ciriaco Jiménez Hugalde (Pamplona, 1828 – ?) fou un organista i compositor espanyol. Les seves obres més destacades són un miserere, una missa i una salve. Va ser alumne distingit d'Hilarión Eslava al Conservatori de Madrid. En acabar la seva carrera es consagrà a la composició de música religiosa. Fou un excel·lent organista i mestre de capella de les catedrals de Jaca, València i Toledo. Es desconeix la data de la seva mort.

## Edicions
- «4. Dos motetes al SSMO. compuestos y dedicados al Sr. D. Hilarión Eslava por su discípulo Don Ciriaco Jiménez Hugalde». A: Hilarión Eslava (ed.). Lira sacro-hispana : Gran colección de obras de música religiosa compuesta por los más acreditados maestros españoles, tanto antiguos como modernos, publicación que se hace bajo la protección de S.M. la reina Dª Isabel II (Q.D.G.) (en castellà).  Madrid: : M. Martín y Salazar, s.d.